# Ellisina incrustans
Ellisina incrustans is een mosdiertjessoort uit de familie van de Ellisinidae. De wetenschappelijke naam van de soort is voor het eerst geldig gepubliceerd in 1898 door Waters.